# Radu Gabrea
Radu Gabrea (Bukarest, 1937. június 20. – 2017. február 9.) román filmrendező, forgatókönyvíró.

## Filmjei

### Rendezőként
- Prea mic pentru un război atât de mare (1969)
- Amintiri bucureștene (1970)
- Urmărirea (1971, tv-film)
- Dincolo de nisipuri (1973)
- Un august în flăcări (1974, társrendező)
- Nu te teme, Jacob! (1981)
- Un bărbat ca Eva (1984)
- Ein Unding der Liebe (1988)
- The Secret of the Ice Cave (1989)
- Ins Blaue (1991, tv-film)
- Rosenemil - O tragică iubire (1993)
- Struma (2000, dokumentumfilm)
- Noro (2002)
- Moștenirea lui Goldfaden: originile teatrului idiș (2004, dokumentumfilm)
- Romania! Romania! (2006, dokumentumfilm)
- Cocoșul decapitat (2008)
- Călătoria lui Gruber (2008)
- Romania! Romania! II: Cautandu-l pe Schwartz (2008, dokumentumfilm)
- Barașeum, Barașeum - Și s-au dus ca vântul... (2010, dokumentumfilm)
- Mănuși roșii (2011)
- Două lumi în muzică (2011, dokumentumfilm)
- Evrei de vânzare (2012, dokumentumfilm)
- Moartea Ceaușeștilor – Trei zile până la Crăciun (2013)
- O poveste de dragoste, Lindenfeld (2014)
- Împărăteasa roșie - Viața și aventurile Anei Pauker (2016)

### Forgatókönyvíróként
- Nu te teme, Jacob! (1981)
- Un bărbat ca Eva (1984)
- Ins Blaue (1991, tv-film)
- Rosenemil - O tragică iubire (1993)
- Noro (2002)
- Moștenirea lui Goldfaden: originile teatrului idiș (2004, dokumentumfilm)
- Romania! Romania! (2006, dokumentumfilm)
- Cocoșul decapitat (2008)
- Romania! Romania! II: Cautandu-l pe Schwartz (2008, dokumentumfilm)
- Mănuși roșii (2011)
- Împărăteasa roșie - Viața și aventurile Anei Pauker (2016)